# Conchita Montenegro
María de la Concepción Andrés Picado, coneguda artísticament com a Conchita Montenegro (Sant Sebastià, 11 de setembre de 1911-Madrid, 22 d'abril de 2007), va ser una model, ballarina i actriu espanyola. Va ser una de les poques actrius de l'època que va tenir una carrera professional veritablement internacional.
Va treballar amb actors com ara Buster Keaton, Leslie Howard, Robert Taylor o Victor McLaglen.

## Biografia
Filla d'un viatjant santanderí, neix a Sant Sebastià, però amb 10 anys es trasllada a Madrid amb la seva família. A la capital, Conchita i la seva germana Juanita van prendre contacte amb la dansa i la interpretació. Els seus pares van decidir recolzar aquesta inquietud i van matricular les dues germanes adolescents a l'escola del Teatre de l'Òpera de París.
Les dues germanes tornen a Espanya en 1927 formant la parella artística Dresnas de Montenegro i actuant als escenaris de Barcelona i Madrid. L'èxit aconseguit va obrir les portes del cinema a Conchita, participant en algunes produccions mudes: La muñeca rota (1927), de Reinhardt Blothner, i Rosa de Madrid (1927), d'Eusebio Fernández Ardavín, on va actuar al costat de la seva germana Juanita. Li seguiran Sorgilegio (1927), d'Agustín de Figueroa, on ja va tenir un paper protagonista i la producció francesa La femme et le pantin (1928), de Jacques de Baroncelli.

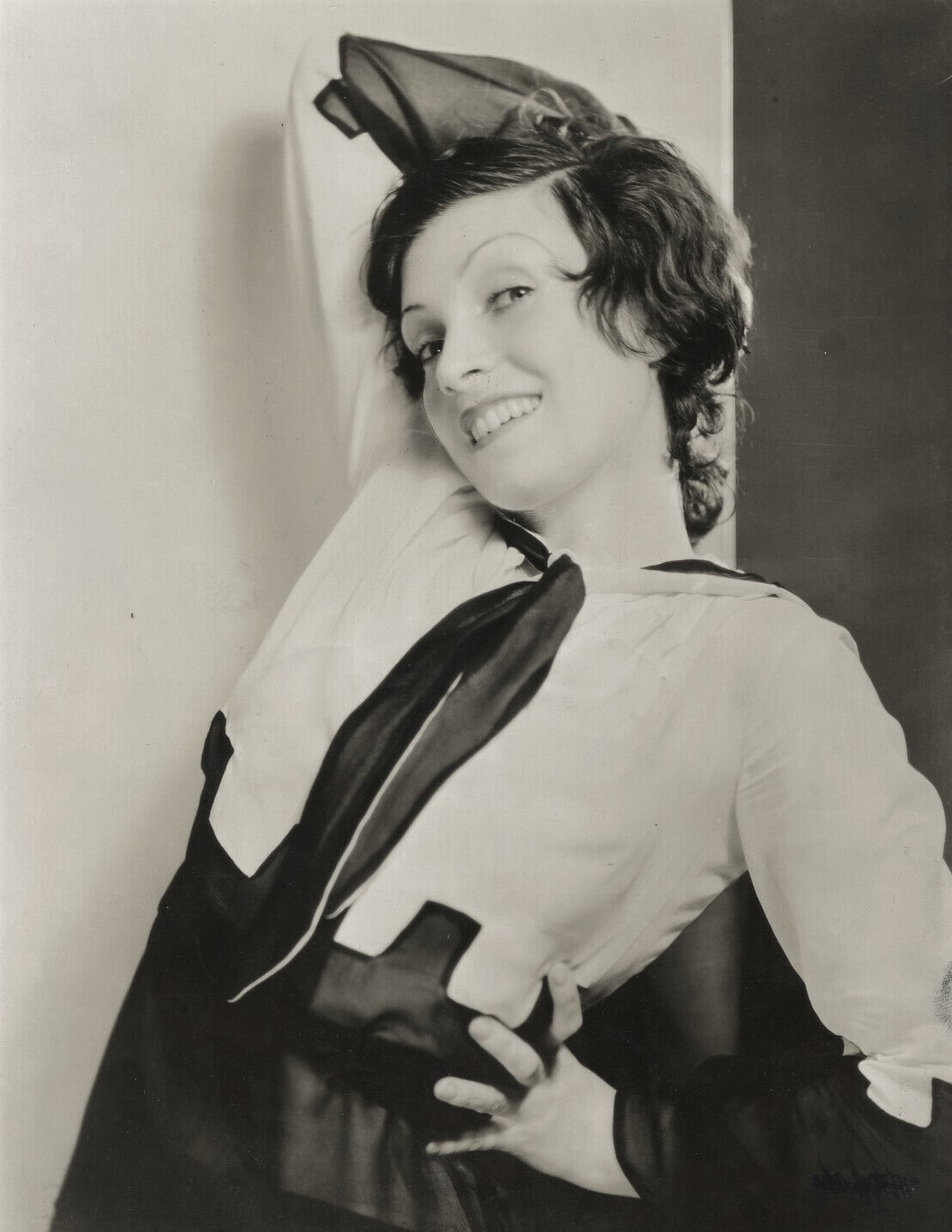
Conchita Montenegro en una fotografia promocional de 1931

En 1930 el cinema sonor és un revulsiu per la indústria cinematogràfica. Encara no es doblaven les pel·lícules i Hollywood cercava una manera d'evitar que la barrera del llenguatge li fes perdre importància al mercat hispà. De vegades els actors feien les seves pròpies versions en castellà i en altres ocasions canviaven el director i tot l'elenc d'actors per tornar a rodar als mateixos decorats i de la mateixa manera les produccions americanes d'èxit, però amb intérprets hispans. Amb aquest rerefons, Conchita va ser contractada per la Metro-Goldwyn-Mayer per a protagonitzar versions en castellà de pel·lícules nord-americanes, però va ser una de les poques actrius d'aquesta modalitat que també va intervenir en versions originals en anglès.
Treballant per la Metro-Goldwyn-Mayer, l'actriu va tenir l'oportunitat de rodar pel·lícules en anglès amb prestigiosos directors i estrelles reconegudes, com ara en Strangers May Kiss (1931), de George Fitzmaurice, amb Norma Shearer i Robert Montgomery. I també algunes versions en castellà, entre les que es pot mencionar De frente, marchen (1930), d'Edward Sedgwick, amb Buster Keaton parlant espanyol, i Sevilla de mis amores (1930), de Ramón Novarro. També va rodar en anglès i castellà per a la 20th Century Fox: The Cisco Kid (1931), d'Irving Cummings; Hay que casar al príncipe (1931), de Lewis Seiler; The Gay Caballero (1932), d'Alfred L. Werker; Melodía prohibida (1933), de Frank R. Strayer; Handy Andy (1934), de David Butler; o Hell in the Heavens (1934), de John G. Blystone.
En 1935 l'actriu torna a Europa per treballar a les ordres de cineastes de prestigi com ara Robert Siodmak, Carmine Gallone, o Jacques Beker, principalment als estudis francesos i italians. Serà als estudis Cinecittà on l'actriu es retroba amb el cinema espanyol en participar en algunes coproduccions.

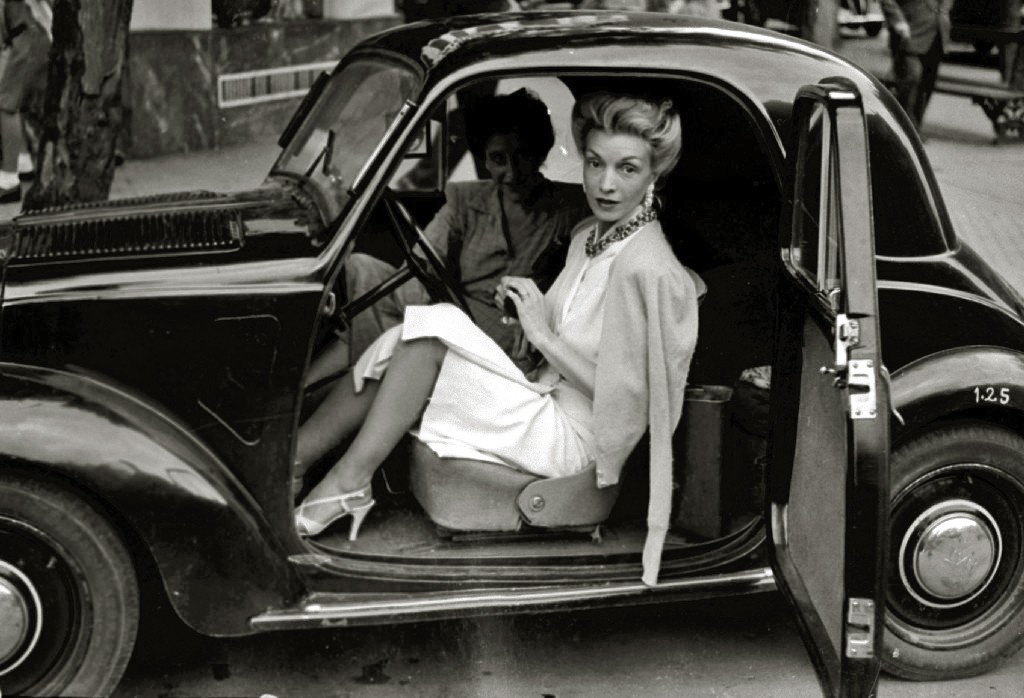
L'actriu en Sant Sebastià

En 1941, acabada la Guerra Civil espanyola, Conchita Montenegro torna a Espanya per participar com a protagonista en cinc produccions: Rojo y negro (1942), de Carlos Arévalo; Boda en el infierno (1942), d'Antonio Román; Ídolos (1943), de Florián Rey; Aventura (1944), de Jerónimo Mihura; i Lola Montes (1944), d'Antonio Román. Poc després va rebre una oferta de la RKO per tornar a treballar a Hollywood, però les circumstàncies polítiques i el conflicte mundial van fer que no prosperés.
En 1944 l'actriu contrau matrimoni amb el diplomàtic espanyol Ricardo Giménez-Arnau i abandona totalment el món de l'espectacle, recupera el seu nom i es nega a concedir entrevistes.
Conchita no va ser excessivament popular quan es va incorporar a la indústria cinematogràfica espanyola. A la dècada dels quaranta les seves primeres pel·lícules estan oblidades i les produccions en les quals va participar a Hollywood no es van veure a Espanya. El nom de Conchita Montenegro era més conegut pels comentaris de premsa i crítica. No va ser fins a la seva participació a Lola Montes (1944) que el públic la va començar a conèixer, sent just el moment en el qual l'actriu va decidir abandonar la seva professió.
Va morir el 26 d'abril de 2007. Al seu testament va donar el seu cos a la ciència.

### Conchita Montenegro com a personatge literari
La vida de Conchita Montenegro ha estat novel·lada en diverses ocasions: A El vuelo de Ibis (Madrid: Facta, 2008), de José Rey-Ximena, es menciona la relació que va mantenir amb Leslie Howard; Mientras tú no estabas (Madrid: La Esfera de los Libros, 2017), de Carmen Ro, i Mi pecado (Barcelona: Espasa, 2018), de Javier Moro, se centren a la vida de l'actriu. També surt de manera breu a la novel·la El tango de la guardia vieja (Barcelona: Alfaguara, 2012), d'Arturo Pérez-Reverte.

## Filmografia (selecció)
- Sortilegio (1927), d'Agustín de Figueroa.

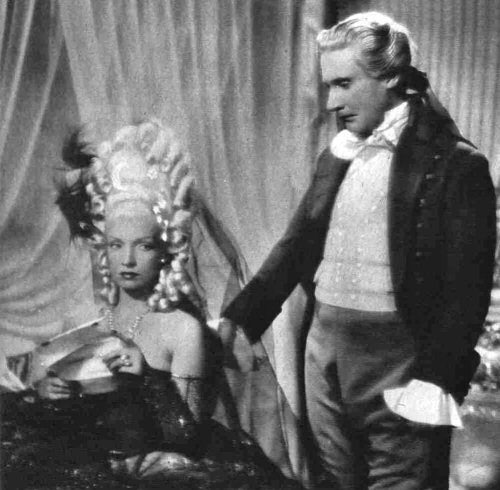
Conchita Montenegro i Paolo Stoppa en una escena de Melodie eterne (1940), de Carmine Gallone.

- La femme et le pantin (1929), de Jacques de Baroncelli.
- Sevilla de mis amores (1930), de Ramón Novarro.
- The Cisco Kid (1931), d'Irving Cummings.
- Never the Twain Shall Meet (1931), de W.S. Van Dyke.
- The Gay Caballero (1932), d'Alfred L. Werker.
- Melodía prohibida (1933), de Frank R. Strayer.
- Handy Andy (1934), de David Butler.
- Hell in the Heavens (1934), de John G. Blystone.
- Asegure a su mujer (1935), de Lewis Seiler.
- Lumières de Paris (1938), de Richard Pottier.
- Melodie eterne (1940), de Carmine Gallone.
- Yo soy mi rival (1940), de Luis Marquina.
- Giuliano de' Medici (1941), de Ladislao Vajda.
- Rojo y negro (1942), de Carlos Arévalo.
- Boda en el infierno (1942), d'Antonio Román.
- Aventura (1944), de Jerónimo Mihura.
- Lola Montes (1944), d'Antonio Román.